# Station Aixe-sur-Vienne
Station Aixe-sur-Vienne is een spoorwegstation in de Franse gemeente Aixe-sur-Vienne.